# Bandera de Mendoza

Bandera de la provincia de Jujuy, adoptada el 29 de noviembre de 1994.

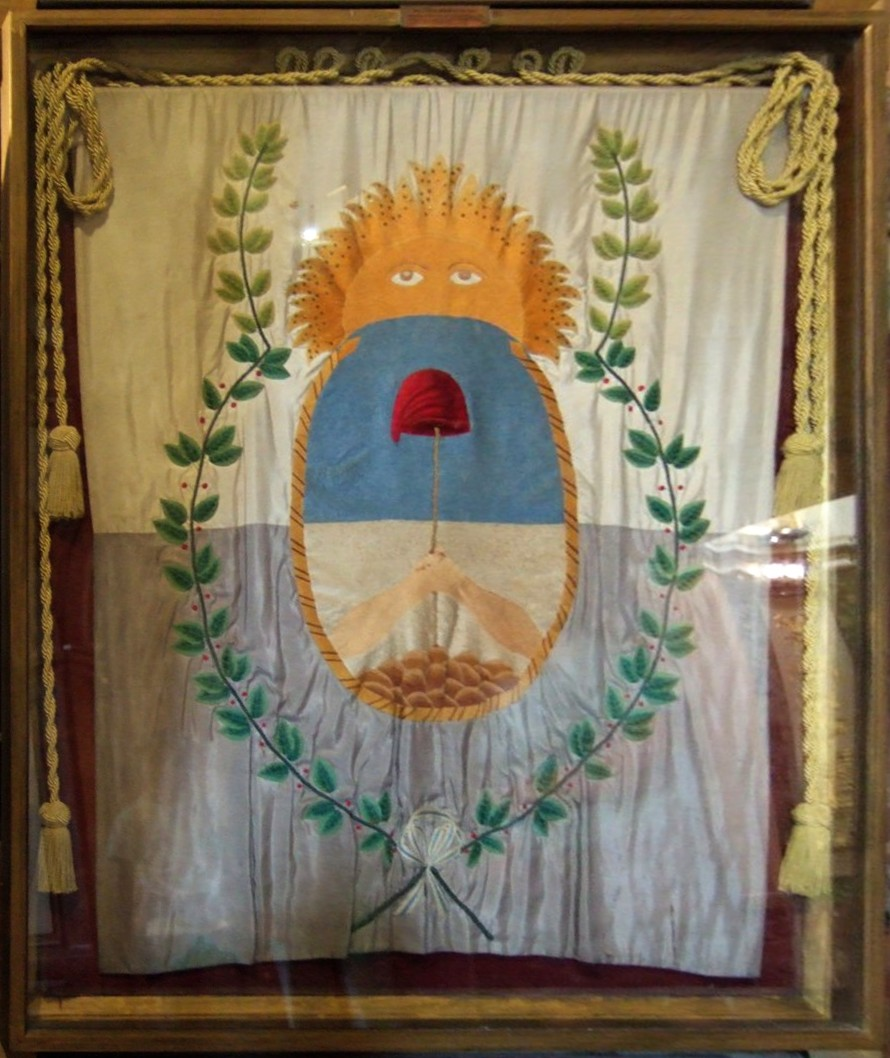
Réplica de la bandera del Ejército de los Andes (la original data de 1817), en la Catedral Metropolitana de Buenos Aires.

La bandera de la provincia de Mendoza, en Argentina, fue adoptada el 21 de octubre de 1992 por la ley provincial 5930. Es una reproducción fiel, en colores, dimensiones y figuras heráldicas, de la bandera del Ejército de los Andes, diseñada por el propio José de San Martín con motivo de las expediciones libertadoras a Chile y Perú.
De acuerdo con el texto la mencionada ley, la bandera del Ejército de los Andes es «reconocida» y adoptada por la provincia de Mendoza como la suya propia, sin que la misma haya sido ordenada y confeccionada, originariamente, para representar a esta provincia del Cuyo argentino. Esto es, que dicha insignia conserva simultáneamente su carácter de emblema nacional, tal como la propia ley indica al final de su artículo primero.
Así mismo, cabe señalar que existe un paralelismo con la bandera provincial jujeña, con la cual coincide ser de una enseña más larga que ancha, hacer referencia a los símbolos patrios argentinos y haber sido diseñada por otro prócer argentino, Manuel Belgrano.